# Nouvelle Vague (sastav)
Nouvelle Vague je francuska skupina glazbenika predvođena producentima, Marcom Collinom i Olivierom Libauxom. Njihovo ime, koje znači "novi val" na francuskom, aludira na naziv (Nouvelle Vague) kojim su se naslovljavali francuski redatelji krajem 1950-ih godina.
Njihove pjesme su nove verzije starijih uspješnica novog vala, punka i post-punka koje upotpunjuju s vlastitim aranžmanima bossa nove. 
Sadašnji i bivši članovi skupine uključuju mnoge francuske glazbenike koji su sada dobro poznati zbog vlastitog rada te su smatrani pripadnicima francuskog stila "Renouveau de la chanson Française" (Nouvelle Chanson).

## Diskografija
Studijski albumi
- Nouvelle Vague (2004.)
- Bande à part (2006.)
- 3 (2009.)
- Couleurs sur Paris (2010.)
- The Singers (2011.)

Kompilacije
- Live Au Grand Rex (2007.)
- Best Of (2010.)

## Vanjske poveznice
- Službena stranica

|  | Zajednički poslužitelj ima još gradiva o temi Nouvelle Vague |